# 661 Cloelia
A 661 Cloelia egy a Naprendszer kisbolygói közül, amit Joel Hastings Metcalf fedezett fel 1908. február 22-én.